# Světový den včel
Světový den včel se slaví 20. května, v den narozenin Antona Janši (20. květen 1734 – 13. září 1773), kraňského včelaře a malíře, který je považován za jednoho ze zakladatelů moderního včelařství. Smyslem světového dne včel je upozornit na důležitost včel a dalších opylovačů pro ekosystém.

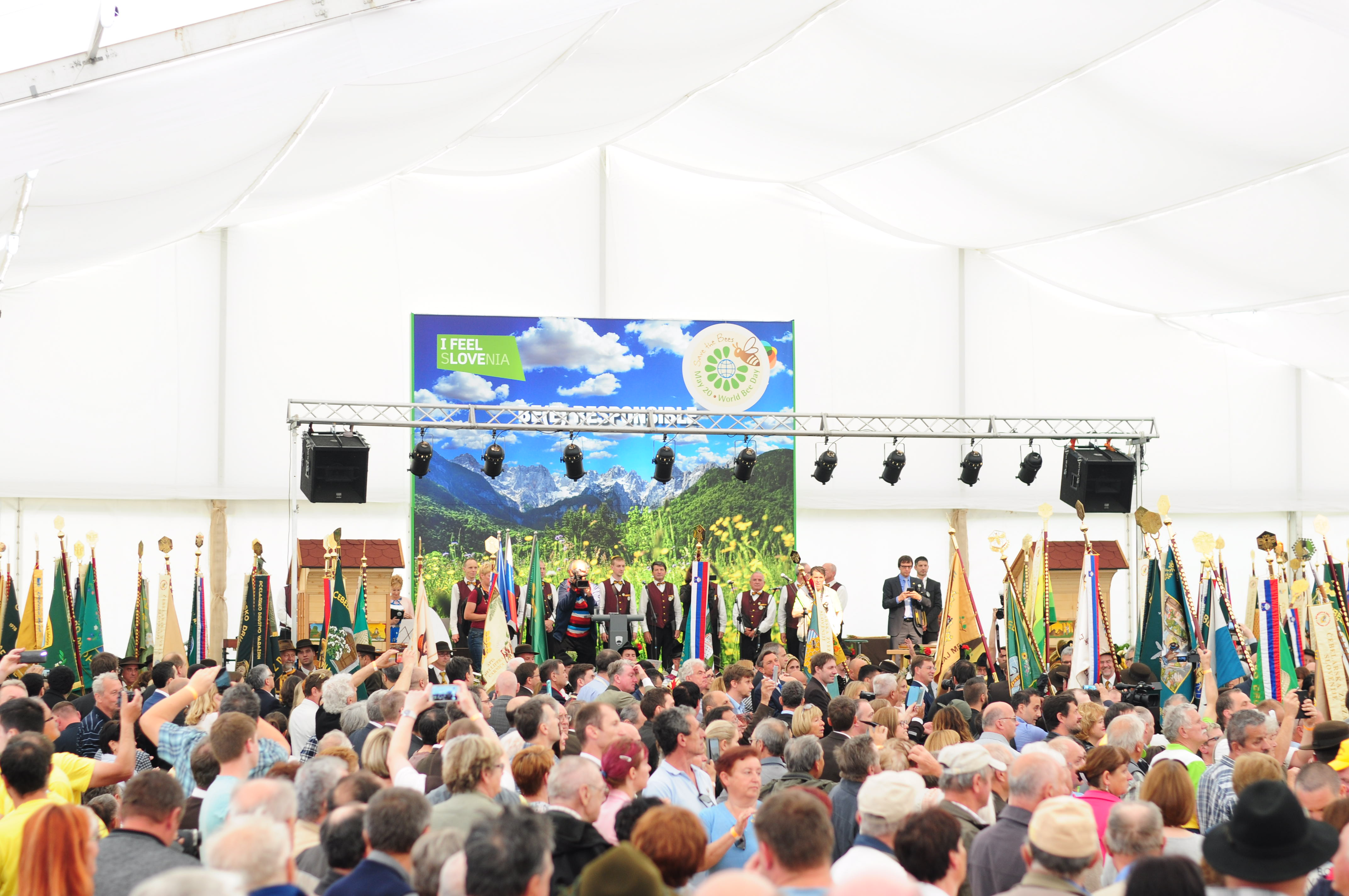
Oslavy světového dne včel 2018 v Breznici ve Slovinsku

OSN schválila 20. květen jako světový den včel na návrh Slovinska v prosinci 2017.